# 山崎義方
山崎 義方（やまざき よしかた）は、江戸時代前期から中期の交代寄合表向御礼衆。備中国成羽領2代領主。

## 生涯
寛文7年（1667年）、備中国成羽領初代領主山崎豊治の三男として成羽で生まれる。母は豊治の側室。正室は近江国仁正寺藩2代藩主市橋政信の娘。義兄には仁正寺藩第3代藩主市橋信直がいる。なお、市橋家とは遠縁の関係に当たる。義方の伯父讃岐国丸亀藩2代藩主山崎俊家と、義方の正室の祖父に当たる越後国新発田藩3代藩主溝口宣直は、共に正室が豊後国臼杵藩3代藩主稲葉一通の娘であるため義兄弟の関係である。
延宝3年（1673年）10月26日、次兄常治が16歳で早世したことにより世継となった。翌延宝4年（1676年）12月15日、10歳の時に徳川家綱に拝謁した。その後、元禄元年12月9日（1688年12月31日）に父・豊治の隠居に伴い、成羽領5,000石の家督を相続した。翌元禄2年（1689年）6月、幕府の許可を得て初めて成羽へのお国入りを果たす。宝永元年（1704年）、義方は尊崇していた江戸の愛宕神社を成羽の愛宕山頂に勧請し、愛宕神社に白谷提にて花火を奉納。この花火は現在でも「成羽愛宕大花火」として毎年7月に開催されている。なお、江戸時代を通じて山崎氏の江戸屋敷は麻布愛宕下に所在していた。また領主在任中は、罪人の預かりなどを勤めている。
宝永5年（1708年）6月5日、大阪中之島にある蔵屋敷に滞在中に死去。享年42歳。家督は嫡男の尭治が相続した。

## 系譜
- 父：山崎豊治
- 母：側室
- 正室：近江国仁正寺藩主市橋政信の娘
  - 長男：山崎尭治（1688-1745）備中国成羽領3代領主
- 生母不明の子女
  - 次男：土倉一涂（とくらかずみち・備前国岡山藩家老土倉一長の養子となる）
  - 長女：讃岐国多度津藩初代藩主京極高通の継室
  - 次女：伊予国小松藩4代藩主一柳頼邦と婚約したが早世
  - 三男：山崎照方